# Toni Lauerer
Anton Lauerer (* 7. September 1959 in Furth im Wald) ist ein humoristischer Oberpfälzer Autor und Kabarettist. Seit 1998 gilt er als meistverkaufter Autor Ostbayerns und einer der erfolgreichsten bayerischen Kabarettisten. Zu hören ist er regelmäßig im Radiosender Bayern 1 des Bayerischen Rundfunks, vor allem in der Sendung „Treffpunkt Ostbayern“.

## Leben
Nachdem er 1978 das Joseph-von-Fraunhofer-Gymnasium Cham mit dem Abitur abgeschlossen hatte, absolvierte er ein Fachhochschulstudium für die gehobene Beamtenlaufbahn. Bis 1984 war Lauerer in der Regierung von Oberbayern und bis 1988 in der Regierung der Oberpfalz tätig. Seit 1988 ist Toni Lauerer hauptberuflich Standesbeamter und lebt mit seiner Frau Gerti in Furth im Wald.
Schon während seiner Schulzeit versuchte sich Toni Lauerer als Autor. 1984 verkaufte er nach wenigen kleinen Auftritten sein erstes Buch „Ned so wichtig“. Ab 1991 hatte Lauerer seine ersten Auftritte, beispielsweise in der TV-Serie Gaudimax oder im Radio Ramasuri.
1995 brachte er sein erstes Theaterstück, „Paul in der Krise“, heraus. Bis 2000 war Toni Lauerer in einigen Radio-/TV-Sendungen zu hören und zu sehen. Außerdem wurde er oft für kleinere Feiern engagiert.
Von 2000 bis 2003 war Toni auf seiner ersten größeren Tournee und wurde Bayern 1 unter Vertrag gestellt. 2005 nahm eine der größten deutschsprachigen Zeitungen in New York sein Werk auf und publiziert es regelmäßig. Heute arbeitet er als Standesbeamter, schreibt Theaterstücke und Bücher und tritt als Kabarettist auf.
In seinen im Oberpfälzer Dialekt geschriebenen Werken widmet sich Lauerer in ironisch-humorvoller Weise Situationen und Begebenheiten des alltäglichen Lebens ganz gewöhnlicher Leute, gerne auch aus kindlicher Sicht. Dabei nimmt Lauerer die Schwächen seiner Mitmenschen in bewusst übertriebener Weise ins humoristische Visier. Oftmals findet sich der Leser selbst in Lauerers Erzählungen wieder. Lauerer erzählt seine Geschichten aus Sicht erfundener Personen, die er bei Live-Auftritten auch schauspielerisch darstellt.
Im Jahr 2018 erhielt er den Heimatpreis Bayern als herausragender Vertreter des Oberpfälzer Humors.

## Werke

### Bücher
- 1984 Ned so wichtig
- 1986 Wej´s oft is
- 1990 Einen Schafkopf tuen wir
- 1991 I mog a Sulz
- 1993 Iß und bi staad
- 1994 Sehr geehrtes Landratsamt
- 1995 I brauch an Zuschuß
- 1996 Is dei Papa do
- 1997 Des is typisch
- 1998 Es is ned einfach
- I glaub i spinn, ISBN 3-931904-43-1.
- Hauptsach, es schmeckt, ISBN 3-934863-08-6.
- Wos gibt’s neis, ISBN 3-931904-77-6.
- I glaub i spinn (neue und alte Geschichten)
- I bin’s wieder, ISBN 3-934863-31-0.
- Weihnachtsgeschichten von Toni Lauerer – endlich wieder geschafft. ISBN 3-934863-17-5.
- Voll im Trend, ISBN 3-934863-68-X (September 2007)
- Möchtns ned probiern?, ISBN 978-3-941401-02-0.
- Cordula, 2011, ISBN 978-3-89650-329-9.

### CDs (Auswahl)
- Weihnachten mit Toni Lauerer
- I glaub i spinn
- Es ist net einfach
- I bin doch koa glatter Depp
- Lauter guade Sachen
- Es gibt Schlimmeres
- Es freut mich sehr

### Theaterstücke
- Der Paul in der Krise
- Unser Rudi mog koa Wei
- Wählen Sie Franz Krakauer
- Wo gehobelt wird, da fallen Späne
- Die Sterne lügen nicht
- Wellness für Ku(h)wait
- Der Nikolaus
- 25 Jahre Inge, Heinz und Onkel Kare

### Hörspiele
- Manchmal heiter, manchmal wolkig (Radio Bayern 1 – 2002/2003)
- Manä und die Hochzeitsglocken (Radio Ramasuri 2000)

### Radioserien
- „Es is ned einfach“ Bayerischer Rundfunk Bayern 1 (seit 2001)

### TV-Auftritte
- Sendung „Gaudimax“ 1995
- TV Hausmeister bei Oberpfalz TV 1998
- TV Hausmeister bei Donau TV 1999
- Adventstürl bei „Wir in Bayern“ (Bayerisches Fernsehen 2003)
- Porträt „Toni Lauerer“ (Bayerisches Fernsehen 2004)
- „Karpfenessen“ mit Heißmann & Rassau (Bayerisches Fernsehen 2007)